# Krzysztof Biegun
Krzysztof Biegun (* 21. Mai 1994 in Gilowice) ist ein ehemaliger polnischer Skispringer. Er sprang für den Verein SSR LZS Sokol Szczyrk.

## Werdegang
Seinen ersten internationalen Auftritt hatte Biegun als 14-Jähriger bei einem Junioren-Springen in Hinterzarten. Zweieinhalb Jahre später wurde er im Januar 2011 im slowakischen Štrbské Pleso erstmals im FIS-Cup eingesetzt, belegte aber lediglich Rang 36. Erstmals internationales Aufsehen erregte er am 17. Februar 2011, als er beim Europäischen Olympischen Winter-Jugendfestival im tschechischen Liberec mit der polnischen Equipe den Mannschaftswettbewerb gewinnen konnte. Im Einzelspringen war er zwei Tage zuvor lediglich 26. geworden. Genau ein Jahr nach diesem Erfolg kam er in Oslo zu seinem Debüt im Continental Cup und belegte dort den 52. Platz. Seither sprang er überwiegend in dieser zweitklassigen Wettkampfserie.
Am 21. Juli 2012 wurde Biegun beim Springen in Wisła im Rahmen der nationalen Gruppe erstmals im Sommer-Grand-Prix eingesetzt und konnte als 20. seine ersten Punkte auf höherer Ebene sammeln. Daraufhin wurde er einen Monat später auch im japanischen Hakuba im Grand Prix eingesetzt, konnte aber keine weiteren Punkte für die Gesamtwertung sammeln. Ebenfalls in Wisła errang er mit Platz zwei hinter Maciej Kot bei den polnischen Meisterschaften von der Großschanze seine erste Medaille bei nationalen Meisterschaften.
Bei den Junioren-Weltmeisterschaften 2013, die wie das European Youth Olympic Festival zwei Jahre zuvor ebenfalls in Liberec ausgetragen wurden, konnte er am 26. Januar 2013 mit der polnischen Mannschaft, zu der neben ihm Bartłomiej Kłusek, Aleksander Zniszczoł und Klemens Murańka gehörten, hinter Slowenien die Silbermedaille erringen. Nachdem ihm bei den Continental-Cup-Springen im US-amerikanischen Iron Mountain Anfang Februar gleich dreimal der Sprung in die Punkteplätze gelungen war, darunter mit Platz sieben sein bis dahin bestes Ergebnis in dieser Wettkampfserie, wurde Biegun ein Wochenende später erstmals für die polnische Weltcupmannschaft nominiert: Beim Fliegen von der Heini-Klopfer-Skiflugschanze erreichte er als 30. nicht nur seinen ersten Weltcuppunkt, sondern konnte mit 180 Metern auch den weitesten Flug seiner Karriere stehen. Am 23. Februar 2013 konnte er in Wisła als Dritter erstmals das Podium eines Continental-Cup-Springens besteigen. Ende Juni 2013 gewann Biegun dann den ersten Continental-Cup-Wettkampf im österreichischen Stams. Am 23. August 2013 gewann er im japanischen Hakuba erstmals einen Einzelwettbewerb im Sommer-Grand-Prix, nachdem er drei Wochen zuvor mit der polnischen Equipe bereits das Mannschaftsspringen in Wisła für sich entscheiden konnte. In der Gesamtwertung des Grand Prix belegte er den fünften Rang. Am 24. November desselben Jahres folgte in der Vogtland Arena in Klingenthal sein erster Weltcupsieg. Bei den Junioren-Weltmeisterschaften 2014 im italienischen Predazzo wurde er gemeinsam mit Zniszczoł, Murańka und Jakub Wolny Mannschaftsweltmeister.
Anschließend zeigte seine Leistungskurve nach unten. Zwar konnte er am 7. Februar 2015 auf der Inselbergschanze in Brotterode zum zweiten Mal ein Continental-Cup-Springen gewinnen und drei Wochen später auf der Hochfirstschanze in Titisee-Neustadt noch einmal Platz drei erringen, aber im Weltcup und im Sommer-Grand-Prix blieben ihm weitere Erfolge verwehrt. Nach einem weiteren dritten Platz am 17. Dezember 2016 auf der Rukatunturi-Schanze im finnischen Kuusamo folgten keine zählbaren Ergebnisse mehr. Im Oktober 2018 gab Biegun im Alter von nur 24 Jahren sein Karriereende bekannt und begründete diesen Schritt mit enttäuschenden Ergebnissen und daraus resultierendem Motivationsmangel sowie Gewichtsproblemen.

## Erfolge

### Weltcupsiege im Einzel
| Nr. | Datum             | Ort         | Typ         |
| --- | ----------------- | ----------- | ----------- |
| 1.  | 24. November 2013 | Klingenthal | Großschanze |

### Grand-Prix-Siege im Einzel
| Nr. | Datum           | Ort    | Typ         |
| --- | --------------- | ------ | ----------- |
| 1.  | 23. August 2013 | Hakuba | Großschanze |

### Grand-Prix-Siege im Team
| Nr. | Datum          | Ort   | Typ         |
| --- | -------------- | ----- | ----------- |
| 1.  | 2. August 2013 | Wisła | Großschanze |

### Continental-Cup-Siege im Einzel
| Nr. | Datum           | Ort        | Typ         |
| --- | --------------- | ---------- | ----------- |
| 1.  | 29. Juni 2013   | Stams      | Großschanze |
| 2.  | 7. Februar 2015 | Brotterode | Großschanze |

## Statistik

### Weltcup-Platzierungen
| Saison  | Platz | Punkte |
| ------- | ----- | ------ |
| 2012/13 | 81.   | 001    |
| 2013/14 | 35.   | 144    |

### Grand-Prix-Platzierungen
| Saison | Platz | Punkte |
| ------ | ----- | ------ |
| 2012   | 67.   | 011    |
| 2013   | 05.   | 290    |